# المناصب السياسية التي تولتها إليزابيث وارن
إليزابيث وارن (بالإنجليزية: Elizabeth Warren)‏، السيناتور الأمريكية الأقدم في مجلس الشيوخ من ولاية ماساتشوستس. وهي عضو في الحزب الديمقراطي بعد أن حولت انتمائها من الحزب الجمهوري في عام 1996.
وهي الآن تسعى للترشيح في انتخابات عام 2020.

## السياسة الاقتصادية
تعتقد وارن أن أمريكا تعاني من مشاكل قصيرة وطويلة الأمد على صعيد التوظيف والعمل. وتلاحظ وارن بأن الصين تنفق 9% من نتاجها المحلي الإجمالي على البنية التحتية، وتنفق أوروبا نحو 5%، في حين أن الولايات المتحدة تنفق فقط 2.4% وما زالت تبحث عن تخفيضات. تدعم وارن زيادة بسيطة على الضريبة بالنسبة لأولئك الذين يحققون أكثر من مليون دولار سنويًا لدفع تكاليف وظائف خاصة مثل إعادة بناء الطرق والجسور وأنظمة المياه. تعتقد أيضًا بأن الأموال المُضافة المتداولة ستساعد في بناء الاقتصاد وازدهاره.
تمتلك وارن سجلًا طويلًا من العمل لمساعدة العاملين لحسابهم الخاص والشركات والمشاريع الصغيرة. وتعتقد أن أصحاب المشاريع الصغيرة «يحتاجون إلى قواعد واضحة يمكن لأي شركة صغيرة التعامل معها» بدلًا من الوضع الحالي «للقواعد المعقدة والتي تتطلب جيشًا من المحامين للشروع بها». تدعم وارن تسهيل العمل عن طريق دفع أجور أكبر وتقديم رعاية صحية وظروف عمل أفضل للعاملين.

### في مجال الزراعة
في مارس عام 2019، كانت وارن من أحد الأعضاء الثمانية والثلاثين في مجلس الشيوخ ممن وقع رسالة إلى وزير الزراعة في الولايات المتحدة سوني بيردو، للتحذير من أن مزارع الألبان «غير مستقرة وبالكاد ما تزال على قيد الحياة للسنة الرابعة على التوالي من استمرار انخفاض الأسعار» ويحثّون وزارته «على تشجيع هؤلاء المزارعين بقوة على النظر في برنامج تغطية هامش الألبان».

### النظام الاحتياطي الفدرالي
في يناير عام 2018، كانت وارن من الثلاثة عشر عضوًا في مجلس الشيوخ ممن صوّت ضد تثبيت جيروم باول كرئيس للاحتياطي الفيدرالي.
في أبريل عام 2019، أرسلت وارن عدة رسائل إلى ستيفن مور وهيرمان كاين تعرب عن قلقها بشأن انضمامهما إلى مجلس الاحتياطي الفيدرالي بعد أن وضّح الرئيس ترامب عن رغبته في ترشيحهما. كتبت وارن أن كل من مور وكاين لهما «تاريخ مشترك في تكوين وجهات نظر حول السياسة القائمة على الولاءات السياسية» وأن تلك التصريحات التي قدمتها مع آخرين «تشير بقوة إلى أنكما تفتقرا القدرة على الجدية والعناية والاتساق والاستقلال السياسي المتوقع من أعضاء مجلس المحافظين من قِبَل صُنّاع السياسة والجمهور الأمريكي فيما يتعلق بالمجال السياسي».

### المقامرة
صرّحت وارن في عام 2014: «بأن المقامرة يمكن أن تكون مشكلة حقيقية أيضًا من الناحية الاقتصادية بالنسبة للكثير من الناس. لم أكن أؤيد المقامرة في البداية ولا أتوقع أن أؤيدها لاحقًا». وقد عارضت أيضًا قانون ماساتشوستس لعام 2011 الذي يدعم المقامرة في لاس فيغاس وأيدت المبادرة بإلغائه عام 2014.

### تعطيل دور الحكومة
في مارس عام 2019، وقَّعت وارن إلى جانب ثمانية وثلاثون عضوًا آخرًا من أعضاء مجلس الشيوخ خطابًا إلى لجنة المخصصات يوضّح عدم تأييدهم «لمعاقبة عمال المقاولات وعائلاتهم بتهمة تعطيل دور الحكومة لأنهم لم يقوموا بأي شيء» مع الإشارة إلى وجود فواتير في مجلس الكونغرس، في حال ظهرت، ستبيّن قيمة المدفوعات مقابل تعويضات المقاولين عن الأجور المفقودة قبل حثّ لجنة الاعتمادات «على إدراج قيمة التعويضات المدفوعة للمقاولين في فاتورة للسنة المالية 2019 أو كجزء من عملية التخصيص العادية للسنة المالية 2020.

### الإسكان
في أبريل عام 2019، كانت وارن من بين 41 عضو من أعضاء مجلس الشيوخ ممن وقع خطابًا من الحزبين إلى اللجنة الفرعية للإسكان يشيدون فيه ببرنامج بناء القدرات في القسم 4 التابع لوزارة الإسكان والتنمية الحضرية في الولايات المتحدة باعتباره يسمح بالشراكة مع منظمات تنمية المجتمع الوطنية غير الربحية لتوفير التعليم والتدريب والدعم المالي لشركات تنمية المجتمع المحلي في جميع أنحاء البلاد. وعبّرت وارن أيضًا عن خيبة أملها لأن ميزانية الرئيس ترامب «قد حددت هذا البرنامج للتخلص منه بعد عقود من التنمية الاقتصادية والمجتمعية الناجحة». وكتب أعضاء مجلس الشيوخ عن أملهم بدعم اللجنة الفرعية للتمويل المستمر للقسم 4 في السنة المالية 2020.